# Valcuerna, Serreta Negra Y Liberola
Valcuerna, Serreta Negra Y Liberola este o arie protejată (arie de protecție specială avifaunistică — SPA) din Spania întinsă pe o suprafață de 35.338,05 ha, integral pe uscat.

## Localizare
Centrul sitului Valcuerna, Serreta Negra Y Liberola este situat la coordonatele 41°23′23″N 0°05′37″E / 41.3896°N 0.09351°E.

## Înființare
Situl Valcuerna, Serreta Negra Y Liberola a fost declarat arie de protecție specială avifaunistică în noiembrie 1999 pentru a proteja 29 de specii de animale.

## Biodiversitate
Situată în ecoregiunea mediteraneană, aria protejată nu include niciun habitat protejat.
La baza desemnării sitului se află mai multe specii protejate de  păsări (29): ciocârlie-de-câmp (Alauda arvensis), fâsă-de-câmp (Anthus campestris), acvilă de munte (Aquila chrysaetos), Aquila fasciata, buha (Bubo bubo), pasărea ogorului (Burhinus oedicnemus), ciocârlie-cu-degete-scurte (Calandrella brachydactyla), șerpar (Circaetus gallicus), Falco naumanni, șoimul rândunelelor (Falco subbuteo), Galerida theklae, ciocârlie de pădure (Lullula arborea), ciocârlie de bărăgan (Melanocorypha calandra), prigoare (Merops apiaster), gaia neagră (Milvus migrans), vultur egiptean (Neophron percnopterus), pietrar mediteranean (Oenanthe hispanica), Oenanthe leucura, grangur (Oriolus oriolus), vultur pescar (Pandion haliaetus), cormoran mare (Phalacrocorax carbo), pitulice de munte (Phylloscopus bonelli), Ptyonoprogne rupestris, Pyrrhocorax pyrrhocorax, turturică (Streptopelia turtur), silvie roșcată (Sylvia cantillans), Sylvia hortensis, silvie de tufiș (Sylvia undata), Tachymarptis melba.
Pe lângă speciile protejate, pe teritoriul sitului au mai fost identificate 15 specii de plante, 1 specie de păsări, 5 specii de amfibieni, 2 specii de mamifere, 1 specie de pești, 2 specii de reptile.